# رودی عساور
رودی عساور (انگلیسی: Rudi Assauer; ۳۰ آوریل ۱۹۴۴ – ۶ فوریهٔ ۲۰۱۹) بازیکن فوتبال اهل آلمان بود.
از باشگاه‌هایی که در آن بازی کرده‌است می‌توان به باشگاه فوتبال بروسیا دورتموند و باشگاه ورزشی وردر برمن اشاره کرد.